# DKW 3=6
DKW 3=6 — легковой переднеприводной автомобиль компакт-класса, выпускавшийся альянсом Auto Union AG. Впервые машина была представлена на Франкфуртском автосалоне в марте 1953 и продавалась до 1959 года. Также была известна под названиями DKW Sonderklasse и, по заводскому обозначению, DKW F91. Начиная с 1958 года, когда на конвейере появилась следующая модель, а эта стала «уходящей», она стала обозначаться проще — DKW 900.
Помимо разнообразия обозначений, в машине достойны внимания двухтактный двигатель и переднеприводная компоновка. В то время, как в сегменте компактных автомобилей стремительно занимал доминирующее положение Фольксваген Жук, конкурирующий автомобиль от Auto Union предлагал значительно больше внутреннего пространства, особенно в четырёхдверной версии с увеличенной базой.
DKW 3=6 заменил собой DKW F89 / Meisterklasse, но при этом Meisterklasse производился до апреля 1954. В свою очередь, 3=6 был сменён более мощным Auto Union 1000, который начал выпускаться в 1957 году.
- F91 Универсал
- F91 Кабриолет
- F91 Кабриолет
- F94
- F94 Седан
- F94 Седан
- F94 Универсал